# James Trapp
James Trapp, född den 28 december 1969, är en amerikansk före detta friidrottare som tävlade i kortdistanslöpning.
Trapp hade en kort karriär som friidrottare och han deltog bara vid ett internationellt mästerskap nämligen inomhus-VM 1993. Väl där vann han guldmedaljen på 200 meter på tiden 20,63.
Efter karriären som friidrottare spelade han Amerikansk fotboll och vann Super Bowl 2001 med laget Baltimore Ravens.

## Personliga rekord
- 100 meter - 10,47 från 1993
- 200 meter - 20,17 från 1992